# Критерии Debian по определению свободного программного обеспечения
Критерии Debian по определению свободного ПО (англ. Debian Free Software Guidelines) — набор правил, по которым проект Debian определяет, какие лицензии являются свободными, и следовательно, приемлемыми для операционной системы Debian. Критерии были впервые опубликованы в 1997 и с тех пор не менялись. Главный автор критериев — Брюс Перенс.

## Критерии
1. Свободное распространение: лицензия не ограничивает распространение каким бы то ни было лицам или организациям, не требует денежной компенсации.
2. Исходные тексты: они должны присутствовать, и лицензия не должна ограничивать их распространение.
3. Производные работы: лицензия должна разрешать создание и распространение производных работ от данного ПО на тех же условиях, что и оригинал.
4. Целостность авторских исходных текстов: лицензия может запрещать распространение производных работ от исходных текстов, но в этом случае она должна разрешать свободное распространение патчей для исходного текста.
5. Запрещается дискриминация людей или групп людей.
6. Запрещается дискриминации по областям деятельности.
7. Распространение лицензии: лицензия распространяется на любого, кто получил копию ПО.
8. Лицензия не должна относиться исключительно к Debian.
9. Лицензия не должна ограничивать другое ПО.

Примеры лицензий: GNU GPL, BSD, Artistic License — свободные лицензии.

## Применение
В проекте Debian одни и те же критерии используются для оценки всех частей ПО, включая изображения, мультимедийные файлы и документацию. Одним из результатов этой политики стало решение, что для Debian GNU Free Documentation License с неизменяемыми разделами не является свободной лицензией.